# Dendropanax trilobus
Dendropanax trilobus là một loài thực vật có hoa trong Họ Cuồng cuồng. Loài này được (Gardner) Seem. mô tả khoa học đầu tiên năm 1864.